# Saint Michel d’Ouenzé
Saint Michel d’Ouenzé – kongijski klub piłkarski grający w kongijskiej pierwszej lidze, mający siedzibę w mieście Brazzaville.

## Sukcesy
- I liga[1]

mistrzostwo (2): 2003, 2010

## Występy w afrykańskich pucharach
| Sezon | Rozgrywki     | Runda   | Kraj    | Klub                     | Dom | Wyjazd | Dwumecz      |
| ----- | ------------- | ------- | ------- | ------------------------ | --- | ------ | ------------ |
| 2004  | Liga Mistrzów | wstępna | Gabon   | US Bitam                 | 2–0 | 0–2    | 2–2 (k. 4–3) |
| 2004  | Liga Mistrzów | 1       | Kamerun | Coton Sport FC de Garoua | 1–0 | 1–4    | 2–4          |
| 2011  | Liga Mistrzów | wstępna | Nigeria | Enyimba FC               | 0–1 | 0–2    | 0–3          |

## Stadion
Domowe mecze klub rozgrywa na stadionie o nazwie Stade Alphonse Massemba-Débat w Brazzaville, który może pomieścić 33 037 widzów.

## Reprezentanci kraju grający w klubie od 1997 roku
Stan na styczeń 2023.
| - Saint Dorcas Akanapio - Roméo Ayessa - Sidoine Beaullia - Rudy Bhebey - Djodjo Bomassi - Bertrand Bouity - Michel de Buisson - Davy Diafouka - Dorvel Dibékou - Landry Djimbi - Franchel Ibara - Endzongo Itoua - Rochel Kivouri - Gaël Ngassilat Lebally - Francis Litsingi | - Serge Makaya - Mesmin Mbama - Jonathan Mbou - Brel Mohendiki - Yann Mokombo - Patrick Pitchou Mouaya - Gildas Kiyari Mouyabi - Mbiamcie Mvoubi - Kedet Ndouniama - Gildas Ngo - Saïde Nkounga - Francky Sembolo - Harris Tchilimbou - Césack Tsoumou-Likibi - Sam Ledor |